# 파울 폰 하츠펠트빌덴부르크 백작
멜키오르 후베르트 파울 구스타프 폰 하츠펠트빌덴부르크 백작(독일어: Melchior Hubert Paul Gustav Graf von Hatzfeldt-Wildenburg: 1831년 10월 8일-1901년 11월 22일)은 독일의 외교관이다. 마드리드 주재 공사(1874년-1878년), 콘스탄티노플 주재 대사(1878년-1881년), 외무국무대신(1881년-1885년), 런던 주재 대사(1885년-1901년)를 역임했다.